# Mansión de los Vengadores
La Mansión de los Vengadores es una ubicación en Marvel Comics. Tradicionalmente ha sido la base de los Vengadores. El enorme edificio del tamaño de una manzana está situado en el 890 de la Quinta Avenida, Manhattan, Nueva York.

## Origen creativo
La dirección de la Mansión de los Vengadores es 890 Quinta Avenida en el barrio de Manhattan en la ciudad de Nueva York. De acuerdo a Stan Lee, quien cocreó a los Vengadores:

Había una mansión llamada el Museo Frick por el que solía pasar por delante. En cierto modo modelé la Mansión de los Vengadores por eso. Un edificio hermoso, grande y tan impresionante, justo en la Quinta Avenida.

Más tarde, Lee contó: "No puedo decirle cuántas cartas de admiradores recibiría de los niños diciendo: 'Vinimos a Nueva York y estábamos buscando la mansión Stark y no pudimos encontrarla. ¿Qué dirección es?' [ risas ] Eso me hizo sentir bien. Sentí que habíamos logrado nuestro objetivo. Lo habíamos hecho parecer realista ". En la vida real, el 890 de la Quinta Avenida es el 1 de East 70th Street, la ubicación de la Casa de Henry Clay Frick que alberga la Colección Frick. El edificio es, como la Mansión de los Vengadores, una antigua casa familiar del tamaño de una manzana.

## Historia ficticia y diseño
Cuando estaba ocupada, la mansión era originalmente la mansión de la familia Stark, hasta que su único hijo, Tony Stark, heredó su fortuna y pronto tomó el traje de Iron Man. Él donó la mansión a los Vengadores y la hizo financiar a través de la beneficencia, por medio de la Fundación Maria Stark. Era atendida principalmente por el mayordomo de la familia Stark, Edwin Jarvis, que no sólo se ocupó de la mansión, sino que también atendió a las necesidades del equipo de Vengadores. Sirvió como un lugar para planificar y elaborar estrategias y un hogar para los miembros de los Vengadores cuando lo necesitaban.
Tenía tres plantas sobre rasante y tres plantas de sótano. Los tres primeros pisos estaban abiertos al público y tenía doce habitaciones para hospedar a los Vengadores que deseaban residir en la mansión, así como los cuartos de Jarvis. Una parte del tercer piso de la mansión sirvió como un hangar para los quinjets de los Vengadores, su principal medio de transporte.
Las tres plantas bajo rasante fueron restringidas del público y tenía habitaciones modificadas para las necesidades de los Vengadores. Dichas salas bajo tierra eran: la cámara "Arsenal" de Howard Stark, l gimnasio de los Vengadores, la sala de pruebas de tiro de Ojo de Halcón, la sala de entrenamiento (muy parecida a la Sala de Peligro de la Mansión X), el área de almacenamiento criogénico, una bóveda para contener el poder de Sota de Corazones, y la ultra-segura sala de reuniones.
Los Cuatro Fantásticos se instalaron temporalmente en la mansión de los Vengadores después de que su sede (el Edificio Baxter original) fue destruido.
La mansión ha sido destruida dos veces. La primera vez fue en Avengers: Under Siege cuando una agrupación enorme de Maestros del Mal, dirigidos por el Barón Helmut Zemo, atacaron a los Vengadores y destruyeron la mansión y dejaron inconsciente a Hércules entre otras cosas, antes de ser repelidos.
Como consecuencia inmediata, los Vengadores se trasladarían a una plataforma flotante llamada Hidro-Base, mientras que el antiguo sitio de la Mansión fue conocido como "Parque Vengadores", y no fue utilizado. La Hidro-Base fue destruida también.
La mansión aparecería en una historia de Control de Daños. La empresa de reconstrucción fue contratada para reinstalar y reconstruir la mansión, una tarea que llevaron a cabo con facilidad. Por desgracia, no lograron moverla tan fácilmente y cayó en uno de los ríos de Nueva York.
Más tarde, los Vengadores construyeron una nueva sede en el sitio de la mansión y residieron allí hasta que fue destruida por los Recolectores, un equipo de Vengadores de un universo alternativo. Ute, un Vigilante esclavizados por el villano Proctor, trajo una versión de un universo paralelo de la Mansión original de los Vengadores al sitio como un regalo moribundo.
Esta mansión de reemplazo sobreviviría varios asaltos, hasta que en la historia "Avengers Disassembled", la Bruja Escarlata fue responsable de su destrucción al traer una versión no-muerta de Sota de Corazones que explotó, matando también a Scott Lang, el segundo Hombre Hormiga, y en Avengers Finale (enero de 2005), Stark decidió que con sus bienes menguantes, ya no podía permitirse mantener el edificio y fue abandonado en su estado quitado, dejado como un monumento a los Vengadores que habían muerto. Stark, usando su influencia considerable política y social, hizo declarar a los terrenos como de interés por la ciudad de Nueva York. Desde entonces, los Jóvenes Vengadores han restaurado gran parte de la estatuaria en los terrenos de la mansión. Los Vengadores se han trasladado a la Torre Stark, aunque se desconoce qué tan permanente será esta mudanza, sobre todo a la luz de los sucesos de la historia de la Guerra Civil de Marvel, lo que provoca la separación virtual de los Nuevos Vengadores por la línea entre los que eran pro-registro y los que estaban contra él.
Incluso después de su destrucción, la mansión sigue siendo un centro de actividad sobrehumana. Los Jóvenes Vengadores fueron atacados, y derrotados más tarde, por Kang el Conquistador allí. Más tarde restauraron las muchas estatuas en los terrenos de la mansión, adoptando la mansión como su lugar de reunión.
Durante las más altas tensiones del incidente de la Guerra Civil, Iron Man y el Capitán América se reúnen en las ruinas con el fin de hablar las cosas. Ellos recorren los terrenos e incluso encuentran fotografías enmarcadas abandonadas de antiguos aliados.
El ex Vengador Clint Barton ha hecho su camino a los terrenos varias veces desde entonces, la más reciente tras la muerte del Capitán América. Se reúne con Tony Stark para discutir las implicaciones del asesinato de Steve Rogers.
Después de la invasión Skrull, la agencia reemplazo de S.H.I.E.L.D. H.A.M.M.E.R. vigilaba la mansión en caso de que los Jóvenes Vengadores, todavía buscados por negarse a ser registrados, aparecieran. El grupo de jóvenes lo hizo de todos modos, utilizando el edificio como un punto central para muchas reuniones.
Después del Sitio de Asgard y en el inicio de la Edad Heroica, Steve Rogers y Tony Stark vendieron la mansión a Luke Cage por un dólar permitiéndole la libertad de reclutar a su propio equipo de Vengadores y operar desde la mansión mientras el otro equipo de Vengadores opera desde la Mansión Infinita de Vengadores y la Torre de los Vengadores. Después de un período prolongado, los Nuevos Vengadores se disuelven, y Cage vende la mansión de nuevo a Stark.
Después de otra nómina reorganizándose, la mansión se vuelve a montar como sede del nuevo Escuadrón de Unidad de Vengadores fundado por Janet Van Dyne. Un sistema de I.A. computarizado es instalado para reemplazar a Jarvis, quien todavía vive en la Torre de los Vengadores con el equipo principal.
Tras la reconstrucción del multiverso, la mansión se convirtió oficialmente en un hotel temático cuando los equipos de los Vengadores se trasladaron a otras bases, pero no sabían que Red Skull y Sin estaban escondidos en una habitación segura debajo de la mansión, llevando a cabo un plan no especificado. Después de esto, la mansión fue comprada por Johnny Storm, miembro de Escuadrón Unido, con el dinero que había heredado de las patentes de su cuñado aparentemente muerto, quien creó Avengers Mansion Inc. para administrar la propiedad en nombre de los Vengadores.

## Alrededores
La mansión estaba rodeada por un muro de cuatro metros de altura y un pie de espesor, así como una serie de defensas de seguridad de alta tecnología. Una característica principal de las defensas es que eran bobinas grandes restrictivas. Estas estaban respaldadas a veces por rayos de energía que salían de la tierra. Sin embargo, esas defensas fueron a menudo violados por los supervillanos enfrentados por los Vengadores. Poco después de que los Vengadores se mudaron a la mansión, Iron Man y Thor trasladaron la Mansión 35 pies de distancia de la calle, aumentando el tamaño del jardín delantero y dándole a los Vengadores más privacidad.
Cuando Tony Stark era Secretario de Defensa de los Estados Unidos, los sistemas de seguridad de la mansión fueron respaldados por las fuerzas gubernamentales.
Los terrenos de la mansión ofrecieron una serie de estatuas de Vengadores pasados y presentes construidos de adamantio. Las estatuas fueron destruidas en una batalla con el Dios Asgardiano, Loki. Uno de los árboles en los terrenos utilizado para mantener un laboratorio en miniatura que pertenece a Hank Pym.

## Equipo de apoyo de los Vengadores
- Antony "Rider" Ovens[14] - Miembro de la Brigada Juvenil. Respondió a la llamada de Rick Jones mientras estaba encarcelado por el Corruptor.
- Arnold "Arnie" Roth[15] - Un publicista. Murió al sucumbir a su cáncer.
- William "Bill" Foster (Hombre Gigante)[16] - bioquímico y empresario de Compuesto de los Vengadores. Asesinado por el clon cyborg de Thor Ragnarok en "Civil War" #4.
- Robert "Bob" Frank Jr. (Nuklo)[17] - El custodio y jardinero de la Mansión de los Vengadores.
- Buddy Sampson[18] - Miembro de la Brigada Juvenil. Su paradero actual es desconocido.
- Carlos Alvarez[19] - The Avengers Compound pool man. He is currently deceased.
- Charles "Charlie" Wallace[20] - Miembro de la Brigada Juvenil. Su paradero actual es desconocido
- Consuela Sanchez[21] - El ama de llaves del Compuesto Vengadores y niñera de Rachel Carpenter. Su paradero actual es desconocido.
- Daniella Tomaz[22] - Enfermera. Su paradero actual es desconocido.
- David Cannon[23] - Utilizó la identidad "Charles Matthews" que era el chofer de Janet van Dyne. Fue despedido después, cuando su verdadera identidad es revelada.[24]
- Devi Bannerjee[25] - Enlaces con las NU. Se desconoce su paradero actual
- Diane Arliss Newell[15] - Secretaria. Esposa de Walter y hermana de Todd Arliss.
- Donald Blake - Un médico.
- Donna Maria Puentes[17] - Una administradora que más tarde se convertiría en una recepcionista. Su paradero actual es desconocido.
- Duane Jerome Freeman[26] - Un enlace de seguridad federal para los Vengadores. Duane es también un miembro del Trino Entendimiento. Fue asesinado durante la destrucción de Kang de Washington.[27]
- Edwin Jarvis[28] - Mayordomo y jefe de personal. Fue el ex mayordomo de la familia Stark. Fue reemplazado por un Skrull durante la Invasión Secreta.[29] En la actualidad le sirve a los Nuevos Vengadores.
- Elsa Hunter[30] - Institutriz de Thomas y William Maximoff. Su paradero actual es desconocido.
- Emerson Bale[31] - Un abogado. Su estado actual y paradero se desconocen.
- Emma Hegyes[32] - Cocinera del Compuesto Vengadores. Su paradero actual es desconocido.
- Eric Masterson (Thunderstrike) - Arquitecto. Actualmente se encuentra fallecido.
- Ernest Carrothers - Chofer de Janet Van Dyne. Su paradero actual es desconocido.
- Fabian Stankowicz[33] - Fabricante de máquinas. Más tarde se conocería como el Mechanaut creando Vengadores robóticos después de los sucesos de la batalla Onslaught. Fue derrotado por Jarvis.[34]
- Florence "Candy" Stephens[14] - Miembro de la Brigada Juvenil. Ella respondió a la llamada de Rick Jones mientras estaba encarcelado por el Corruptor.
- Francis Barnum[35] - Un trabajador de construcción. Su paradero actual es desconocido.
- Franz Anton[36] - Un consultor bioquímico de una sola vez. Su paradero y estado actuales son desconocidos.
- Gary Tomasi[37] - Un miembro del personal de cocina. Su paradero actual es desconocido.
- Genji Odashu[15] - Un piloto y exoperador del Guerrero Shogun Combatra. Su paradero actual es desconocido.
- Gilbert Vaughn[15] - Un físico. Actualmente se encuentra fallecido.
- Mayor Gordon Kenneth Carlson[38] - Un médico de una sola vez. Su paradero actual es desconocido.
- Grant "Specs" McIntosh[14] - Miembro de la Brigada Juvenil. Él respondió a la llamada de Rick Jones mientras estaba encarcelado por el Corruptor.
- Halliwell DePinna - Un arquitecto. Su paradero actual es desconocido.
- Hector Sandrose[39] - Jefe de comunicaciones del Compuesto Vengadores. Su paradero actual es desconocido.
- Helen Bach[40] - La niñera de Thomas y William Maximoff. Su paradero actual es desconocido.
- Henry Peter Gyrich[41] - Enlace del Consejo de Seguridad Nacional. Trabajó en el Campamento Hammond.[42]
- Henry Pym - Mayordomo del Compuesto Vengadores y bioquímico.
- Dr. Hjarmal Knute Svenson[43] - Un cirujano de una sola vez. Su estado actual es desconocido.
- Ian Burch[44] - Un contador. Su paradero actual es desconocido.
- Inger Sullivan[15] - Un abogado. Su estado actual es desconocido.
- Jack Bale[35] - Un capataz de construcción. Su paradero actual es desconocido.
- James Campbell[45] - Un vigilante europeo de una estación de monitoreo. Actualmente se encuentra fallecido.
- James Murch[46] - Un enlace de seguridad federal. Su paradero actual es desconocido.
- Jane Foster[47] - Una médica del equipo.
- Janice Imperato[48] - Contadora de la Fundación Maria Stark. Su paradero actual es desconocido.
- Jeryn Hogarth[31] - Una abogada. Su paradero actual es desconocido.
- Joachin Mendez[49] - Jefe de jardineros del Compuesto Vengadores. Su paradero actual es desconocido.
- John Jameson[50] - Un piloto. Estuvo casado con Jennifer Walters
- Jorge Latham[51] - Mecánico del Compuesto Vengadores; paradero actual desconocido.
- Juan Mercado[52] - Comunicaciones del Compuesto Vengadores. Su paradero actual es desconocido.
- K.C. Ritter (Sam Casey)[53] - Miembro de la Brigada Juvenil. Su paradero actual es desconocido.
- Keith Kincaid[54] - Un médico. Está casado con Jane Foster.
- Lauren Timm[55] - Institutriz de William y Thomas Maximoff. Su paradero actual es desconocido.
- M’Daka[17] - Un mecánico. Su actual paradero desconocido
- Marilla[56] - Niñera de Luna Maximoff. Fue asesinada por Iron Man (que estaba siendo controlado mentalmente por Kang el Conquistador en ese momento).
- Maxwell Caton[48] - Jefe de contabilidad de la Fundación Maria Stark. Su paradero actual es desconocido.
- Michael Costello[57] - Un abogado. Su paradero actual es desconocido.
- Michael O’Brien[58] - Un jefe de seguridad. Su paradero actual es desconocido.
- Mikhail "Mike" Armstrong[53] - Miembro de la Brigada Juvenil. Su paradero actual es desconocido.
- Paul Edmonds[59] - Un psiquiatra. Su paradero actual es desconocido.
- Paul Withers[60] - Un gerente de construcción. Su paradero actual es desconocido.
- Peggy Carter[52] - Una jefa de comunicaciones y tía de Sharon Carter. Su paradero actual es desconocido.
- "Pepe" Pacheco - Jardinero del Compuesto Vengadores. Su paradero actual es desconocido.
- Percy Stevens[35] - Un trabajador de construcción. Su estado actual es desconocido.
- Rachel Leighton (Iguana) - Secretaria del Capitán América.
- Ramon Trigo[61] - Jardinero del Compuesto Vengadores. Su paradero actual es desconocido.
- Raymond Sikorski[62] - Enlace del Consejo de Seguridad Nacional.
- Rick Jones - Líder de la Brigada Juvenil y miembro honorario de los Vengadores. Era un antiguo compañero de los superhéroes. En la actualidad se le conoce como A-Bomb.
- Roberto Carlos[32] - Mayordomo del Compuesto Vengadores. Su paradero actual es desconocido.
- Roberto Gonzago[19] - Jardinero del Compuesto Vengadores. Su paradero actual es desconocido.
- Rosalita "Lita" Torres[63] - Criada del Compuesto Vengadores. Su paradero actual es desconocido.
- Roy Sanford[22] - Un médico. Su paradero actual es desconocido.
- Scott Lang - Un experto en electrónica. Fue asesinado por Sota de Corazones (que estaba bajo la influencia de una Bruja Escarlata loca, pero vuelve a la vida).
- Talia Kruma[15] - Una física. Su paradero actual es desconocido.
- Theodore "Ted" Sinclair[64] - Miembro de la Brigada Juvenil. Su paradero actual es desconocido.
- Timothy "Wheels" Wakelin[14] - Miembro de la Brigada Juvenil. Respondió a la llamada de Rick Jones mientras era encarcelado por el Corruptor.
- Thomas "Tom" Smith[65] - Miembro de la Brigada Juvenil. Se hizo amargado y trató de matar a Rick Jones. Su paradero actual es desconocido.
- William "Bill" Bishop[66] - Miembro de la Brigada Juvenil. En la actualidad un agente de policía.
- William "Willie" Maximillian[66] - Miembro de la Brigada Juvenil. Su paradero actual es desconocido.
- Yolanda Russo[67] - Jardinera del Compuesto Vengadores. Su paradero actual es desconocido.
- Zachary Moonhunter[68] - Un piloto. Su paradero actual es desconocido.

## Mansión Infinita de los Vengadores
La Mansión Infinita de los Vengadores fue creada por Hank Pym en la dimensión del bolsillo donde Thor envió el cuerpo de Janet Van Dyne al final de la Invasión Secreta. Era la sede de los Poderosos Vengadores de Hank Pym y era la sede de la Academia de Vengadores.

## En otros medios

### Televisión
- La Mansión de los Vengadores aparece en la serie televisivaThe Avengers: United They Stand.
- La Mansión de los Vengadores aparece en la serie televisiva The Avengers: Earth's Mightiest Heroes. Es dirigida por una versión I.A. de Edwin Jarvis.
- La Mansión de los Vengadores aparece en la serie nueva Avengers Assemble, primera temporada, se ve en el episodio de dos partes "El Protocolo de los Vengadores". Es destruida por Red Skull, luego de que los Vengadores se mudaran a la Torre Stark.

### Videojuegos
- La Mansión de los Vengadores es mencionada en Marvel: Ultimate Alliance.
- La Mansión de los Vengadores aparece en Marvel: Avengers Alliance.
- La Mansión de los Vengadores aparece en Marvel Nemesis: Rise of the Imperfects.
- La Mansión de los Vengadores aparece en Lego Marvel Super Heroes. Se representa como estar en Washington Heights, Manhattan.